# Thelypteris micula
Thelypteris micula är en kärrbräkenväxtart som beskrevs av Alan Reid Smith. Thelypteris micula ingår i släktet Thelypteris och familjen Thelypteridaceae. Inga underarter finns listade.